# NGC 3047A
NGC 3047A је елиптична галаксија у сазвежђу Секстант која се налази на NGC листи објеката дубоког неба.
Деклинација објекта је - 1° 17' 16" а ректасцензија 9h 54m 29,5s. Привидна величина (магнитуда) објекта NGC 3047 износи 13,2 а фотографска магнитуда 14,2. NGC 3047A је још познат и под ознакама UGC 5323, MCG 0-25-32, CGCG 7-59, double system, PGC 28572.